# Matjaž Rozman
Matjaž Rozman (sinh 3 tháng 1 năm 1987) là một cầu thủ bóng đá Slovenia thi đấu cho Celje ở Slovenian PrvaLiga.

## Sự nghiệp câu lạc bộ
Rozman rời khỏi Aluminij sau mùa giải đầu tiên vào tháng 7 năm 2006 và ký hợp đồng với Interblock, ra sân 76 lần đến 17 tháng 1 năm 2010.
Ngày 18 tháng 1 năm 2010, anh ký bản hợp đồng 2,5 năm với SpVgg Greuther Fürth. Anh chưa bao giờ góp mặt ở đội một và luôn thi đấu ở đội dự bị. Ngày 30 tháng 8 năm 2011, anh được giải phóng hợp đồng.

## Sự nghiệp quốc tế
Rozman là thành viên của Đội tuyển bóng đá U-21 quốc gia Slovenia.